# Remapati (Ort)
Remapati ist eine osttimoresische Siedlung im Suco Madabeno (Verwaltungsamt Laulara, Gemeinde Aileu).

## Geographie
Remapati liegt im Nordwesten der Aldeia Remapati auf einer Meereshöhe von 1279 m. Die Siedlung bildet den westlichen Teil (Bairo) des Dorfes Matapati. Der Ostteil heißt Desmanhata und liegt zum Teil in der gleichnamigen Aldeia. Die Überlandstraße von Aileu und Maubisse im Süden und der Landeshauptstadt Dili im Norden führt durch Matapati. Südwestlich liegt an der Überlandstraße das Dorf Belumhatu (Aldeia Belumhatu).